# Светислав Басара
Светислав Басара (на сръбски: Светислав Басара) е сръбски писател и дипломат. Автор е на повече от двадесет книги с разкази, есета, романи и драми.

## Биография
Роден е в Баина Баща на 21 декември 1953 г.. Между 2001 и 2005 г. е посланик на Сърбия и Черна гора в Кипър.. От декември 2009 до края на 2020 г. води своя колонка във вестник „Данас“, която е озаглавена „Фамозно“.
Сред най-известните му произведения са сборникът с разкази „Изгубен в супермаркета“, книгата с есета „На ръба“, романите „Джон Б. Малкович“, „Краткодневие“, „Китайско писмо“.
На българските читатели Светислав Басара е познат от някои преводи на негови разкази в литературната периодика, а в началото на юли 2009 г. издателство „Колибри“ публикува на български език романа „Легенда за велосипедистите“.

## Признание и награди
- Награда „Жељезаре Сисак“ за романа „Легенда за велосипедистите“.[2]
- Романът „Легенда за велосипедистите“ (1996) е избран за най-добрия сръбски роман на десетилетието.
- Носител на Нолитова награда за романа „Монголски бедекер“.[4]
- НИН-ова награда за романа „Възход и падение на паркинсоновата болест“ (2006)
- Като колумнист на вестник „Данас“ получава наградата „Станислав Сташа Маринкович“ за 2010 година.[5]
- НИН-ова награда за романа „Контраендорфин“ (2021)

### На български в периодиката
- Въведение в шизофренията. Превод от сръбски Александра Ливен и Асен Благоев. – „Литературен вестник“, бр. 46, 1993, с. 4-5.
- Фаталният купон. Превод от сръбски Йордан Ефтимов. – „Литературен вестник“, бр. 21, 1996, с. 15.
- Писмо от ада. Превод от сръбски Жела Георгиева. – „Литературен вестник“, бр. 29, 1996, с. 10.
- Няма вече нови години. Превод от сръбски Мария-Йоанна Стоядинович. – „Литературен вестник“, бр. 5, 1998, с. 9.
- Структура на илюзиите. – В: сп. „Демократически преглед“, 2001.
- Разкази. Превод от сръбски Жела Георгиева. – В: сп. „Сезон“, 2002, кн. 4.
- Сърцето на земята (роман). Превод от сръбски Людмила Миндова. – В: сп. „Факел“, 2006, кн. 1, с. 130 – 184.